# 亚历山大·卡宁厄姆
亚历山大·卡宁厄姆爵士（英語：Sir Alexander Cunningham，1814年1月23日—1893年11月28日），英国陸軍少將、考古学家。卡宁厄姆以创建印度考古研究所，发现鹿野苑、那烂陀寺、桑奇大塔等重要佛教遗址而闻名于世。
大英博物館收藏了他挖掘出土的印度與巴克特里亞的錢幣及佛教典籍。

## 生平
- 1814年1月23日，卡宁厄姆诞生；其父亲是苏格兰诗人艾伦·卡宁厄姆（英语：Allan Cunningham (author)）
- 1833年，卡宁厄姆19岁，入伍参加印度的英国殖民政府属下的工兵团，服役直到1861年，以少将军衔退伍。
- 1861年，创建印度考古研究所，并出任第一任所长，至1865年。
- 1870年-1885年卡宁厄姆二度出任印度考古研究所所长。
- 1893年11月28日，卡宁厄姆在伦敦逝世，葬於倫敦萬靈公墓（英语：Kensal Green Cemetery）。[2]

## 著作
- Bhilsa Topes (1854), a history of Buddhism
- The Ancient Geography of India (1871)
- The Book of Indian Eras (1883)
- Coins of Ancient India (1891)